# Кумлик Роман Петрович
Роман Петрович Ку́млик (нар. 4 грудня 1948, с. Верхній Ясенів Жаб'ївського району Станіславської області — пом. 22 січня 2014) — гуцульський музикант-віртуоз, поет-коломийкар, заслужений працівник культури України, керівник капели «Черемош», власник приватного Музею гуцульського побуту, етнографії та музичних інструментів, дійсний член Наукового карпатського товариства у Варшаві. Проживав у селищі Верховина Івано-Франківської області.

## Біографія
Батьки були репресовані: тато загинув в 1949, матір відправили в табори Мордовії в 1950. До 19 років Роман жив у бездітній родині сестри матері.

Людина-оркестр Роман Кумлик

З раннього дитинства займався музикою. Першим вчителем був його дядько Петро Кречев'як, навчив грі на скрипці і сопілці. Вже в дошкільному віці Роман грав на весіллях та інших святах, в першому класі дебютував зі скрипкою на обласній сцені. Ноти і музичну грамоту вивчав самостійно. Після закінчення школи працював культмасовиком у Будинку піонерів смт Ворохта.
У 1968 переїхав до матері в Крим, де вступив у музичну школу, до того вже 13 років граючи на скрипці. Протягом дев'яти років працював музикантом в обласному Будинку офіцерів (Сімферополь), Будинку культури МВС. У 1976, коли матері дозволили оселитися в рідних місцях, вони з Романом переїхали у Верховину, де купили приватний будинок із земельною ділянкою. Роман поступив на роботу в музичну школу, паралельно керував гуцульським аматорським оркестром райспоживспілки, 2 роки працював в Івано-Франківській філармонії скрипалем I категорії.
За поданням Всеукраїнської фольклорної комісії у Львові та фольклорної комісії СРСР виступав з гастролями в Москві в Будинку композиторів і в Академії наук. Після цих виступів Роману Кумлику було присвоєно почесне звання заслуженого працівника культури УРСР.
У 1982 створив капелу «Черемош», що складалася з 15 музикантів. Музику та пісні для репертуару колективу Роман Кумлик збирав по всій Гуцульщині, в тому числі і в Румунії. З 1992 і донині в складі капели — 5 артистів.
З 1992 по 2007 працював у Польщі за контрактом з Люблінським академічним центром культури ім. Марії Туріс-Латовської. За цей час дав понад 2000 концертів, працював зі своїм колективом у варшавській, люблінській і вроцлавській філармоніях, займався викладацькою діяльністю, навчаючи українським та гуцульським мелодіям.
Грав на 35 музичних інструментах. На скрипці грав на праву і ліву сторону, мав у колекції кілька десятків примірників різних моделей, у тому числі скрипку-довбанку для новачків і американську прямокутну скрипку, зроблену гуцульським майстром за фотографією. Також грав на баяні, акордеоні, гармошці і фортепіано. У колекції Романа також є трембіта, цимбали (найстаршому з інструментів більше 100 років), дуда, колісна ліра, сопілки різних моделей, дримба, флоєри, флоєрки, двійниця, флейта Пана, кларнет, ріг. Також грав на трубі, гітарі та ударних інструментах.